# Иуст Сардинский
Иуст из Кальяри — святой мученик. День памяти — последнее воскресение августа.
В начале XVII века на Сардинии развернулась интенсивная кампания раскопок ради обретения останков первых христианских мучеников. В архиве архиепископа Кальяри находятся три рукописи, в которых собраны материалы по сделанным находкам. Из найденных реликвий некоторые были помещены в "святилище мучеников", открытое 27 ноября 1618 года в соборе Кальяри. Другие реликвии были подарены выдающимся людям того времени, чтобы они были выставлены на публичное поклонение. Касаемо св.Иуста, жившего в раннехристианскую эпоху, не имеется вестей, касающихся его земной жизни. Единственным источником остаются нотариальные документы семнадцатого века об обнаружении его захоронения. 
26 мая 1645 года во время раскопок в базилике св. Сатурнина в Кальяри был найден каменный саркофаг с эпиграфом:
"S. IVSTVS M. ET SOCII". После находки святые мощи были подарены синьору Дону Джузеппе делла Матта, увлеченному поисками “Cuerpos Santos”, который отправил их на Сицилию своей племяннице Донне Антонии Сагаре. Это, в свою очередь, подарило их Донне Маддалене Базан, первой жене Дона Франческо Дель Боско, принца Каттолики и герцога Мизильмери. Мощи унаследовал Дон Джузеппе Дель Боско, сын дона Франческо, чья жена Донна Томмаса Дель Боско и Сандовал торжественно подарили их Мизилмери 17 мая 1761 года. Отсюда начинается почитание св.Иуста, который был объявлен покровителем города. 
Первоначально реликвии были помещены в серебряный и деревянный сундук с четырьмя стеклами. Однако это было только временное решение, поэтому в 1748 году Дону Игнацио Ричичи, серебряному мастеру из Палермо, было заказано строительство новой урны. В этой же урне до сих пор хранятся мощи, которые являются предметом пылкого почитания верующих. 
Праздник св. Иуста отмечается в последнее воскресенье августа. В 2000 году св.Иусту и историческим обстоятельствам обнаружения его мощей была посвящена книга.